# Ключ 11
Ключ 11 (иер. 入) со значением «входить», одиннадцатый по порядку из 214 традиционного списка иероглифических ключей, используемых при написании иероглифов.
В словаре Канси содержится 28 иероглифов (из 49 030) под этим ключом.

## История
Древний рисунок изображал вход.
В современном языке иероглиф, произошедший от этого знака, употребляется в значениях: «входить, проникать, вступать, заходить» и др.
В качестве ключевого знака иероглиф «вход» малоупотребителен.
В словарях располагается под номером 11.

## Примеры
| Доп. черты | Примеры |
| ---------- | ------- |
| 0          | 入      |
| 1          | 兦      |
| 2          | 內      |
| 3          | 㒰 㒱   |
| 4          | 㒲 全   |
| 5          | 㒳 㒴   |
| 6          | 兩      |
| 7          | 兪      |